# Paul Gerber
Carl Ludwig Paul Gerber (Berlim, 1854 — Freiburg im Breisgau, 13 de agosto de 1909) foi um físico alemão.